# زمان استاندارد آفریقای جنوبی
| سیاه    | یوتی‌سی ۱:۰۰-: زمان کیپ ورد                                                                       |
| سبز     | ساعت هماهنگ جهانی: ساعت گرینویچ                                                                  |
| آبی     | یوتی‌سی ۱:۰۰+: زمان اروپای مرکزی · زمان غرب آفریقا                                                |
| قرمز    | یوتی‌سی ۲:۰۰+: زمان شرق اروپا · زمان آفریقای مرکزی · ساعت رسمی مصر · زمان استاندارد آفریقای جنوبی |
| زرد     | یوتی‌سی ۳:۰۰+: زمان شرق آفریقا                                                                    |
| خاکستری | یوتی‌سی ۴:۰۰+: زمان موریس · زمان سیشل                                                             |

زمان استاندارد آفریقای جنوبی(SAST) منطقه زمانی است که توسط تمام کشورهای آفریقای جنوبی به علاوه اسواتینی و لسوتو استفاده می‌شود. منطقه زمانی ۲ ساعت جلوتر از یو تی سی است(یوتی‌سی ۲:۰۰+) و با منطقه زمانی آفریقای مرکزی یکسان است. ساعت تابستانی در هیچ‌کدام از دو منطقه زمانی کاربرد ندارد. ظهر خورشیدی در این منطقه زمانی در نصف‌النهار ۳۰ درجه شرقی قرار دارد، که شهر پیترماریتسبرگ را در نقطه درست ظهر خورشیدی قرار می‌دهد، ژوهانسبورگ و پرتوریا کمی بیشتر در غرب در نصف النهار ۲۸ درجه شرقی قرار می‌گیرد و دوربان کمی بیشتر در شرق است یعنی در نصف‌النهار ۳۱ درجه شرقی قرار می‌گیرد. با این وجود، اکثر مردم در آفریقای جنوبی ظهر خورشیدی را تقریباً در ساعت ۱۲:۰۰ هر روز تجربه می‌کنند.
با این حال کیپ شمالی غربی و کیپ غربی با هم تفاوت دارند. هر جایی در سرزمین‌های غرب ۲۲°۳۰′ E هر سال ساعت تابستانه را تجربه می‌کنند چون موقعیت مکانی آنها در یوتی‌سی ۱:۰۰+ است ولی همچنان بر اساس زمان استاندارد آفریقای جنوبی است. البته طلوع و غروب خورشید به نسبت دیگر مکان‌های کشور در کیپ‌تاون دیرتر است.
ساعت‌های روزانه معروف‌ترین شهرهای شرق و غرب آفریقای جنوبی:
|          | ۱ ژانویه    | ۱ ژوئیه     |
| -------- | ----------- | ----------- |
| کیپ تاون | ۰۵:۳۸–۲۰:۰۱ | ۰۷:۵۲–۱۷:۴۸ |
| دوربان   | ۰۴:۵۸–۱۹:۰۰ | ۰۶:۵۲–۱۷:۰۷ |